# Олівцева Фабрика
Олівце́ва Фа́брика — пасажирська зупинна залізнична платформа Лиманської дирекції Донецької залізниці. Розташована у промзоні Слов'янська, майже в центрі міста на острові, який утворює р. Казенний Торець. Платформа розташована на лінії Лиман — Слов'янськ між станціями Слов'янський Курорт (3 км) та Імені Кожушка О. М. (3 км).
На платформі зупиняються приміські електропоїзди.